# Jean Pictet
Pour les articles homonymes, voir Pictet.
Jean Pictet (2 septembre 1914 à Genève en Suisse - 30 mars 2002) était un docteur en droit de l'Université de Genève (1955) et un haut dirigeant du Comité international de la Croix-Rouge.

## Biographie
Jean Pictet est le fils de Lucien Pictet, ingénieur et homme politique suisse[réf. souhaitée].
Entré en 1937 comme secrétaire-juriste au service du Comité international de la Croix-Rouge (CICR), il s'attacha dès cette époque à préparer la révision des Conventions de Genève de 1929. Après avoir été, pendant la Seconde Guerre mondiale, un des principaux fonctionnaires du CICR et le plus proche collaborateur du professeur Max Huber, alors son président, il fut nommé directeur en 1946 et directeur général en 1966. Il a été membre du Comité exécutif du CICR de 1967 à 1979 et vice-président du CICR de 1971 à 1979.
Après la Seconde Guerre mondiale, il assuma notamment la responsabilité des travaux préparatoires ayant abouti, en 1949, à la conclusion des quatre Conventions de Genève pour la protection des victimes de la guerre. Il prit une part importante, en qualité d'expert, aux travaux de la Conférence diplomatique de 1949. Il fut aussi chargé de diriger l'établissement du rapport général sur l'activité du CICR pendant le conflit mondial. Il dirigea, pour le CICR, les travaux et les négociations qui ont conduit à la révision des Statuts de la Croix-Rouge internationale, en 1952, et des Accords avec la Ligue des Sociétés de la Croix-Rouge. Il a également présidé les conférences d'experts chargées de préparer la négociation des deux Protocoles additionnels aux Conventions de Genève de 1977 (Protocole I, Protocole II).
Jean Pictet a été nommé chargé de cours à l'Université de Genève, puis titulaire de la chaire de droit international humanitaire à la faculté de droit, et professeur-associé de 1974 à 1979. Il a également donné des cours à l'Académie de droit international de La Haye (1950) et à l'Institut international des droits de l'homme (1971, 1972, 1982). De 1975 à 1981, il a été directeur puis président de l'Institut Henry-Dunant, centre de recherches, de formation et d'enseignement de la Croix-Rouge internationale.
Son livre sur les principes de la Croix-Rouge a servi de base pour la Charte fondamentale du Mouvement, adoptée en 1965 par la XXe Conférence internationale de la Croix-Rouge. Il a ensuite dirigé la publication des quatre Commentaires des Conventions de Genève et des Commentaires des Protocoles additionnels de 1977. Il est également l'auteur de nombreux articles et publications sur le droit international humanitaire et la Croix-Rouge.
Après son départ à la retraite en décembre 1984, il se consacra à une œuvre de recherche de longue haleine sur l'histoire des Amérindiens d'Amérique du Nord et publia en 1988 une somme qui fait autorité sur ce sujet,.

## Distinctions

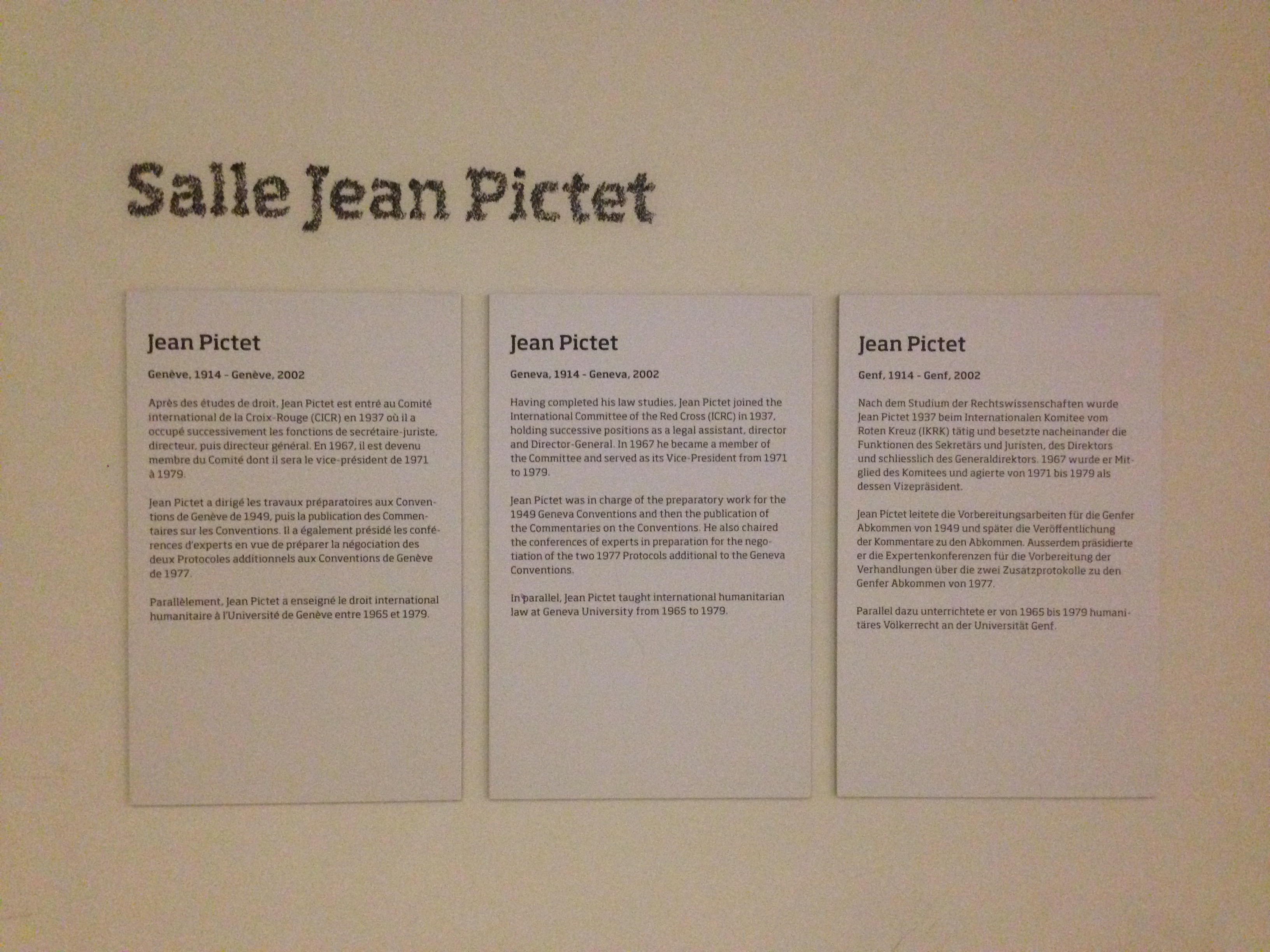
Dans le musée international de la Croix-Rouge et du Croissant-Rouge

Jean Pictet a été fait docteur en droit honoris causa des Universités de Leyde, de Zurich et de l'Université catholique de Louvain)[réf. nécessaire].
Il a reçu en 1984 la médaille d'or de la Croix-Rouge pour l'ensemble de son œuvre, la médaille de vermeil "Genève reconnaissante" en 1999 et, à titre posthume en 2005, la médaille Henry Dunant.
Son nom a été donné au concours Jean-Pictet en droit international humanitaire[réf. nécessaire].

## Œuvres principales
- Une institution unique en son genre: le Comité international de la Croix-Rouge, Genève, Institut Henry Dunant, 1985.
- Les principes du droit international humanitaire pour la protection des victimes des conflits armés, 1981.
- Les principes de la Croix-Rouge, Genève, CICR, 1955.
- Le signe de la Croix-Rouge, Genève, CICR, 1949.
- La doctrine de la Croix-Rouge, Genève, CICR, 1970.
- Droit international humanitaire, Genève, 1976.
- L'épopée des Peaux-Rouges, Lausanne, Favre, 1988.